# احتياطيات النفط في الإمارات العربية المتحدة
تبلغ احتياطيات النفط في دولة الإمارات العربية المتحدة وفقاً 98.63 بليون برميل (15.681×109 م3) تقريبًا بحجم احتياطيات الكويت. تمتلك إمارة أبو ظبي معظم النفط بمقدار 92 بليون برميل (14.6×109 م3) بينما تمتلك دبي 4 بليون برميل (640×106 م3) والشارقة 1.5 بليون برميل (240×106 م3). يقع معظم النفط في حقل زاكوم الذي يعد ثالث أكبر حقل في الشرق الأوسط حيث يقدر بحوالي 66 بليون برميل (10.5×109 م3). تنتج الإمارات حوالي 2.9 مليون برميل لكل يوم (460×103 م3/ي) من إجمالي سوائل الزيت لكنها أعلنت عن نيتها زيادة الإنتاج إلى 5 مليون برميل لكل يوم (790×103 م3/ي) بحلول عام 2014. يبلغ احتياطي الإمارات من الإنتاج حوالي 18 عامًا.
يتوافر النفط في الإمارات العربية المتحدة في إمارتي أبو ظبي ودبي وتنتجان سويًا 2.5 مليون برميل يوميًا، ويوجد في أبو ظبي 13 حقل بترول تحت التشغيل والإنتاج، وفي دبي 5 حقول تحت التشغيل والإنتاج، ويبلغ عدد الآبار النفطية فيها 1400 بئر تحت التشغيل والإنتاج، بمعدل 2600 برميل يومياً لكل بئر تقريبًا، وأبرز الحقول الإماراتية:
- حقلي زاكم العلوي، وزاكم السفلي: وينتجان 15 % من إنتاج الإمارات اليومي بمجموع 800 ألف برميل يوميًا، وتم اكتشافه في عام 1963م.
- حقل بوحسا: تم اكتشافه عام 1962م، ويبلغ إنتاجه اليومي 450ألف برميل.
- حقل باب: تم اكتشافه عام 1958م، ويبلغ إنتاجه اليومي 260 ألف برميل.
- حقل عصب: تم اكتشافه عام 1965م ويبلغ إنتاجه اليومي 230 ألف برميل.
- حقل أم الشيف: تم اكتشافه عام 1958م، ويبلغ إنتاجه اليومي 210 ألف برميل.
- حقل الفاتح: تابع لإمارة دبي تم اكتشافه عام 1966م، ويبلغ إنتاجه اليومي 150 برميل.[2]